# Helia Bravo Hollis
Helia Bravo Hollis (Città del Messico, 30 settembre 1901 – Città del Messico, 26 settembre 2001) è stata una botanica messicana.

## Studi
Helia Bravo Hollis nacque a Città del Messico il 30 settembre 1901, ed ebbe la propria formazione primaria nel quartiere di Mixcoac (Delegazione Benito Juárez). A stimolare la sua vocazione per lo studio degli esseri viventi furono  le escursioni domenicali con i genitori. Anche la sorella, Margarita Bravo Hollis (1911-2011), si sarebbe appassionata alla biologia diventando la prima elmintologa messicana. Grazie alla sua media dei voti durante la scuola primaria Helia ricevette un riconoscimento scritto firmato dal presidente Porfirio Díaz e da Justo Sierra, al tempo Segretario per la giustizia, l'istruzione pubblica e le belle arti . Per quanto i conflitti armati del 1914 avessero profondamente turbato la sua famiglia, riuscì a portare a termine la sua formazione scolastica di base e nel 1919 cominciò il bachillerato presso la Escuela Nacional Preparatoria di San Ildefonso, a Città del Messico. Durante questo ciclo di studi, che trovò molto interessante, ebbe docenti come Vicente Lombardo Toledano, Sotero Prieto, Erasmo Castellano, il filosofo Antonio Caso e Isaac Ochoterena (1885-1950), un naturalista che le trasmise il proprio interesse per le scienze biologiche.
Dopo aver terminato con successo anche il bachillerato iniziò a studiare medicina, dato che a quel tempo non esisteva un corso di studi in biologia alla Università nazionale autonoma del Messico (UNAM), e anche perché la famiglia premeva perché si avviasse alla professione medica. Per sua fortuna però, un anno dopo il suo ingresso a medicina, venne aperta una facoltà di biologia presso la Escuela de Altos Estudios, e ottenne quindi il trasferimento a questo nuovo percorso accademico. Tra i professori che ebbe in questo periodo si possono ricordare Antonio Caso, Carlos Hoffman, lo stesso Isaac Ochoterena, Eduardo Caballero e Federico Mulleried.
Successivamente, nel 1931, si laureò come "Maestra en Ciencias Biológicas" presso la Facoltà di lettere e filosofia della UNAM, con una tesi dal titolo "Contribución al conocimiento de las cactáceas de Tehuacán" ("Contributo alla conoscenza delle cactacee di Tehuacán").

## La carriera come biologa

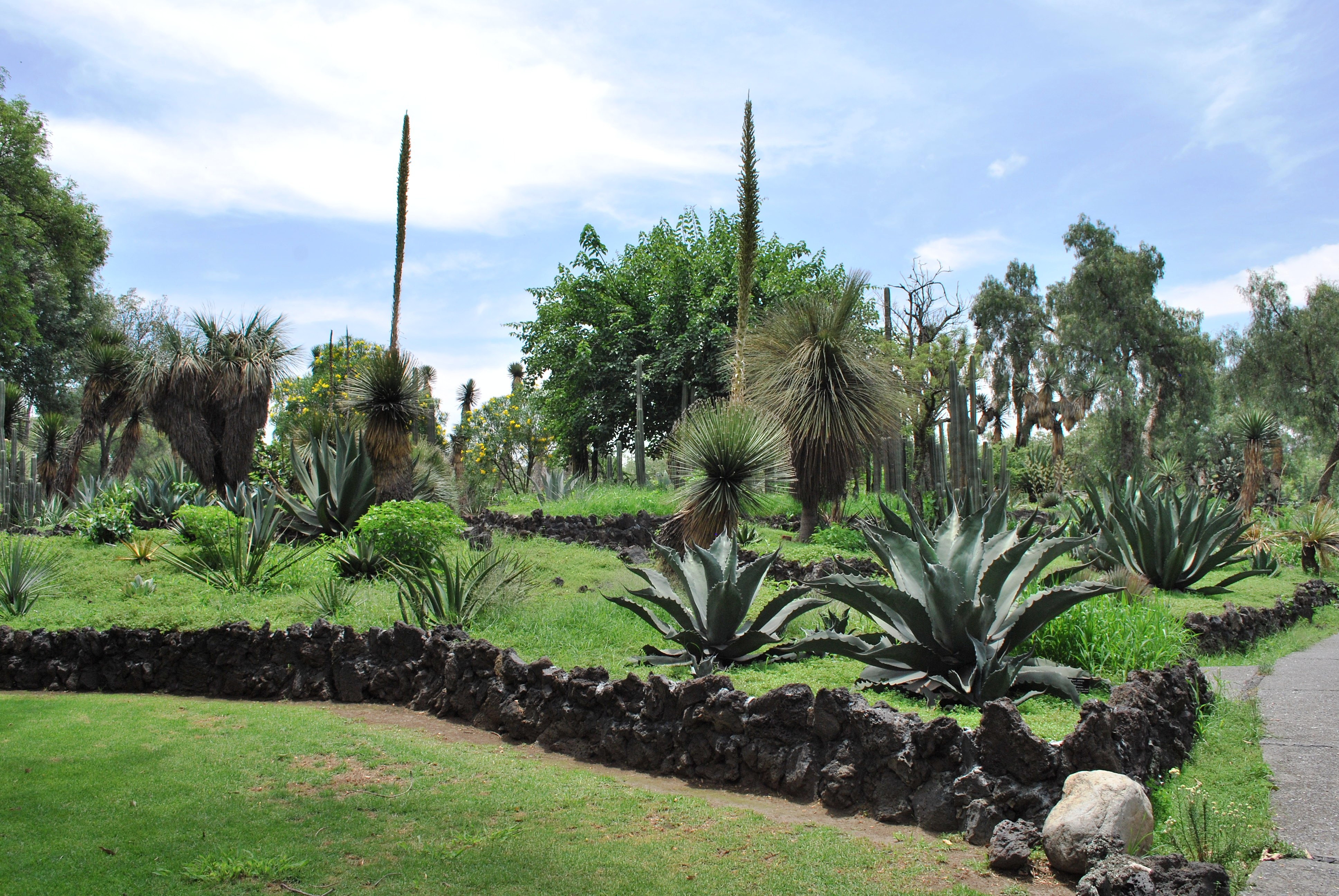
Vista della "Sezione Helia Bravo" del giardino botanico della UNAM

Dal 1921 al 1927, mentre ancora era studentessa, lavorò in campo zoologico sui  protozoi sia a vita libera che parassiti, realizzando nove pubblicazioni in collaborazione con il professor Ochoterena. Entrò poi a far parte del corpo docente della Escuela Nacional Preparatoria, prima come aiutante e poi come docente. Venne quindi invitata a collaborare con la "Dirección de Estudios Biológicos" della UNAM che, con il processo di autonomia universitaria, nel 1929 divenne l'Istituto di Biologia della UNAM stessa.
Nel 1930 venne nominata responsabile dell"Herbario Nacional" ("Erbario nazionale"), e iniziò ad occuparsi di botanica e, in particolare, delle flore regionali e della tassonomia delle cactacee. Nel 1937 pubblicò la prima edizione dell'opera Las cactáceas de México ("Le cactacee del Messico").
Negli Anni Cinquanta tornò alla vita accademica come titolare della cattedra di botanica presso la Escuela Nacional de Ciencias Biológicas dell'Istituto politecnico nazionale. Due anni dopo rientrò all'Istituto di biologia della UNAM. In questo periodo divise con Débora Ramírez Cantú la responsabilità dell'Erbario Nazionale. Proseguì le proprie ricerche con lo studio floristico delle regioni torride dell'est del paese e della tassonomia delle cactacee. Nell'ambito di queste ricerche organizzò una collezione di esemplari viventi di cactacee e di altre piante succulente allo scopo di esaminarne i cambiamenti nel corso dello sviluppo e di valutarne i caratteri morfologici. Divenne quindi la promotrice della costituzione del Giardino botanico della UNAM, fondato nel 1959, che diresse poi durante gli Anni sessanta. Nel 1951 fu co-fondatrice della Sociedad Mexicana de Cactología (Società messicana di cactologia).
Estese in seguito i propri studi alla regione mesoamericana, producendo una monografia sul tema aggiornata e completa. Questo le richiese sia lavoro sul campo che in erbario, e sfociò nella divulgazione scientifica sul tema tramite pubblicazioni, conferenze e partecipazione a congressi.
La sua vasta opera spazia su 60 anni di ricerca tassonomica, nel corso dei quali esplorò il Messico, spesso con colleghi dell'Istituto di biologia come Maximino Martínez, Eizi Matuda, Leonila Vázquez, Faustino Miranda, Hernando Sánchez-Mejorada e con vari membri della Sociedad Mexicana de Cactología. Compose registri di variabilità morfologica delle specie, basandosi sull'analisi di erbari nazionali e stranieri e creando una rete di collaborazioni con specialisti europei e statunitensi, come Edward F. Anderson, Lyman Benson, Franz Buxbaum, George Lindsay e Marshall Taylor. La sua produzione scientifica conta più di 160 pubblicazioni, la descrizione di 60 nuovi taxa e 59 cambiamenti di nomenclatura in taxa già descritti in precedenza.
Ebbe il merito di aver ampliato vari campi della ricerca scientifica: protozoologia, flora acquatica (Lemnoideae della Valle del Messico), flora e vegetazione delle zone aride e tropicali, come Escárcega, Campeche, la Valle del Mezquital e Actopan (Stato di Hidalgo). Morì, ormai quasi centenaria, il 26 settembre 2001 a Città del Messico.

## Riconoscimenti
Helia Bravo ottenne varie onorificenze e riconoscimenti nazionali ed internazionali. Nel 1985 la UNAM le conferì il dottorato honoris causa. Nel 1980 ricevette il "Cactus d'Or Award" della IOS (International Organization for Succulent Plant Study. La "Cactus and Succulent Society of America" (CSSA) le conferì nel 1941 un premio per l'opera "Las Cactaceas de Mexico" e per altre pubblicazioni  Mentre era ancora in vita, nel 2000, il decreto con il quale venne creata la riserva della biosfera Reserva de la biósfera de la Barranca de Metztitlán, ubicata nello Stato di Hidalgo, riconobbe il suo contributo allo studio della flora di Metztitlán.
Il "Giardino botanico Helia Bravo Hollis" di Puebla, che ospita molte specie di cactus in pericolo di estinzione, è stato denominato così in suo onore, come pure il "Jardin del Desierto Helia Bravo" della UNAM .

### Eponimi
Nove taxa della flora e della fauna messicana sono stati denominati in suo onore, tra i quali il genere Heliabravoa Backeb. -- Cact. Succ. J. Gr. Brit. 18: 23. 1956 (famiglia delle Cactaceae).